# Chittoor (dystrykt)

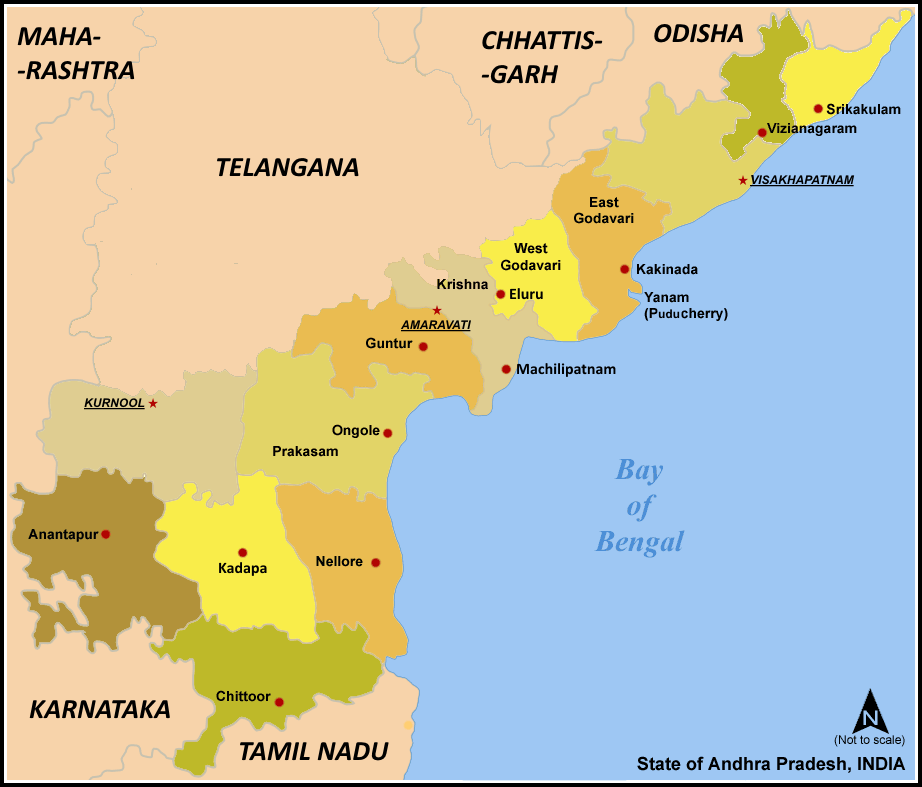
Dystrykty Stanu Andhra Pradesh.

Chittoor – jeden z dwudziestu trzech dystryktów indyjskiego stanu Andhra Pradesh, o powierzchni 15 200 km². Liczba mieszkańców tego dystryktu wynosi 3 737 437 osób. Stolicą jest Chittoor.

## Położenie
Dystrykt na południu stanu, wcinający się między dwa inne stany Karnatake na południowmy zachodzie i Tamil Nadu na południowym wschodzie. Od północy graniczy z dystryktami: Anantapur, Kadapa i Nellore.